# Crorema
Crorema is een geslacht van vlinders van de familie spinneruilen (Erebidae), uit de onderfamilie Lymantriinae.

## Soorten
- C. adspersa (Herrich-Schäffer, 1854)
- C. cartera Collenette, 1939
- C. collenettei Hering, 1932
- C. desperata Hering, 1929
- C. evanescens (Hampson, 1910)
- C. fulvinotata (Butler, 1893)
- C. fuscinotata (Hampson, 1910)
- C. jordani Collenette, 1936
- C. mentiens Walker, 1855
- C. moco (Collenette, 1936)
- C. nigropunctata Collenette, 1931
- C. ochracea (Snellen, 1872)
- C. quadristigata Talbot, 1929
- C. sandoa Collenette, 1936
- C. setinoides (Holland, 1893)
- C. staphylinochrous Hering, 1926
- C. submaculata Collenette, 1931
- C. sudanica Strand, 1915
- C. viettei Collenette, 1960